# 百物語 (葛飾北斎)
『百物語』（ひゃくものがたり）は、江戸時代後期の浮世絵師、葛飾北斎による中判錦絵である。天保2年（1831年）から天保3年（1832年）ごろに制作されたと見られ、『諸国百物語』を契機に流行した怪談会百物語を画題としている。版元である鶴屋喜右衛門の依頼により全百図を想定して着手したものとされるが、これまで確認されている作品は5図であり、途中で中断したものと思われる。制作時の流通は限定的であったが、一定の需要があったと見られ、明治26年（1893年）には復刻版が制作されており、東京国立博物館に収蔵されている。

百物語
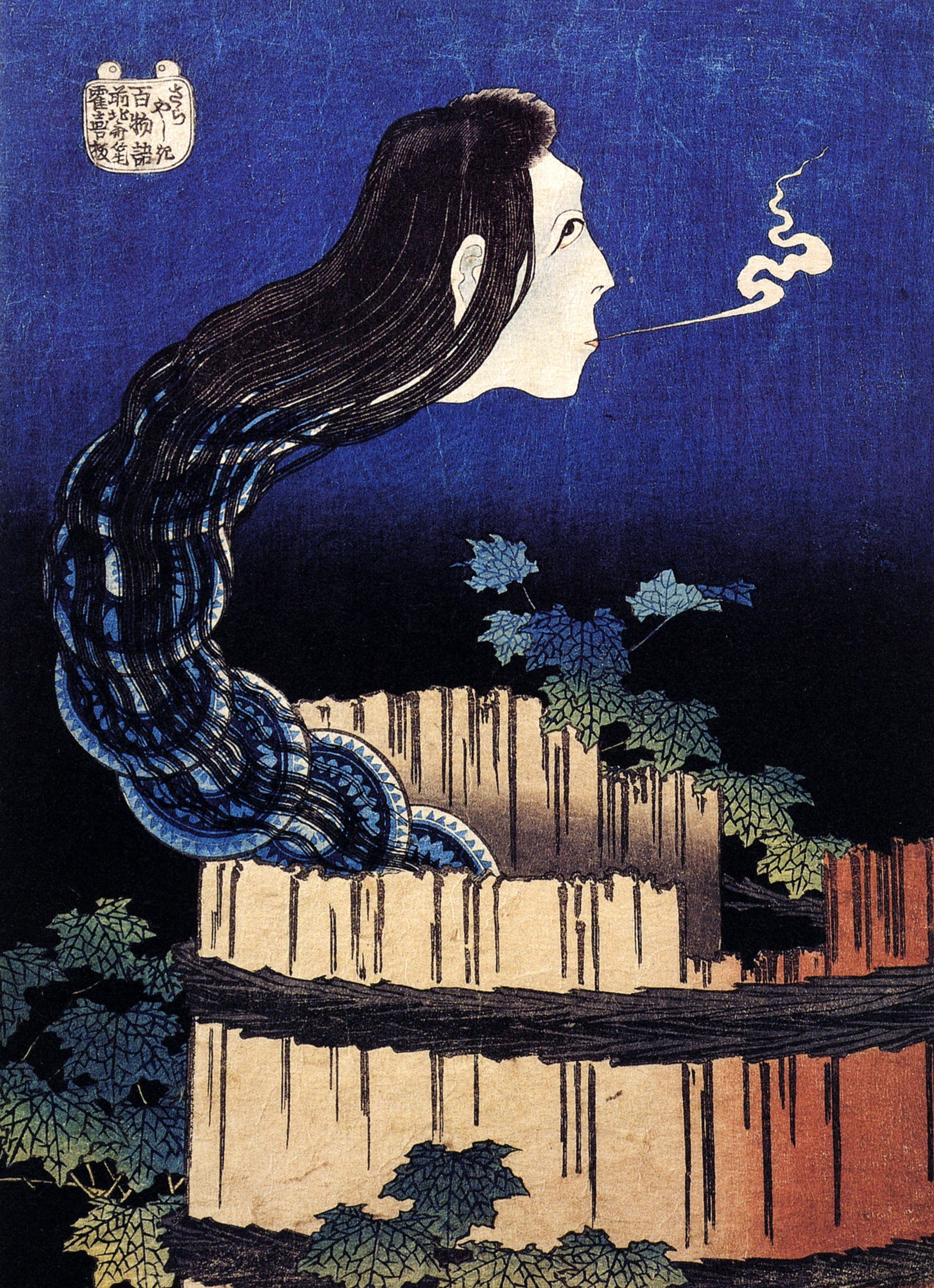
さらやしき
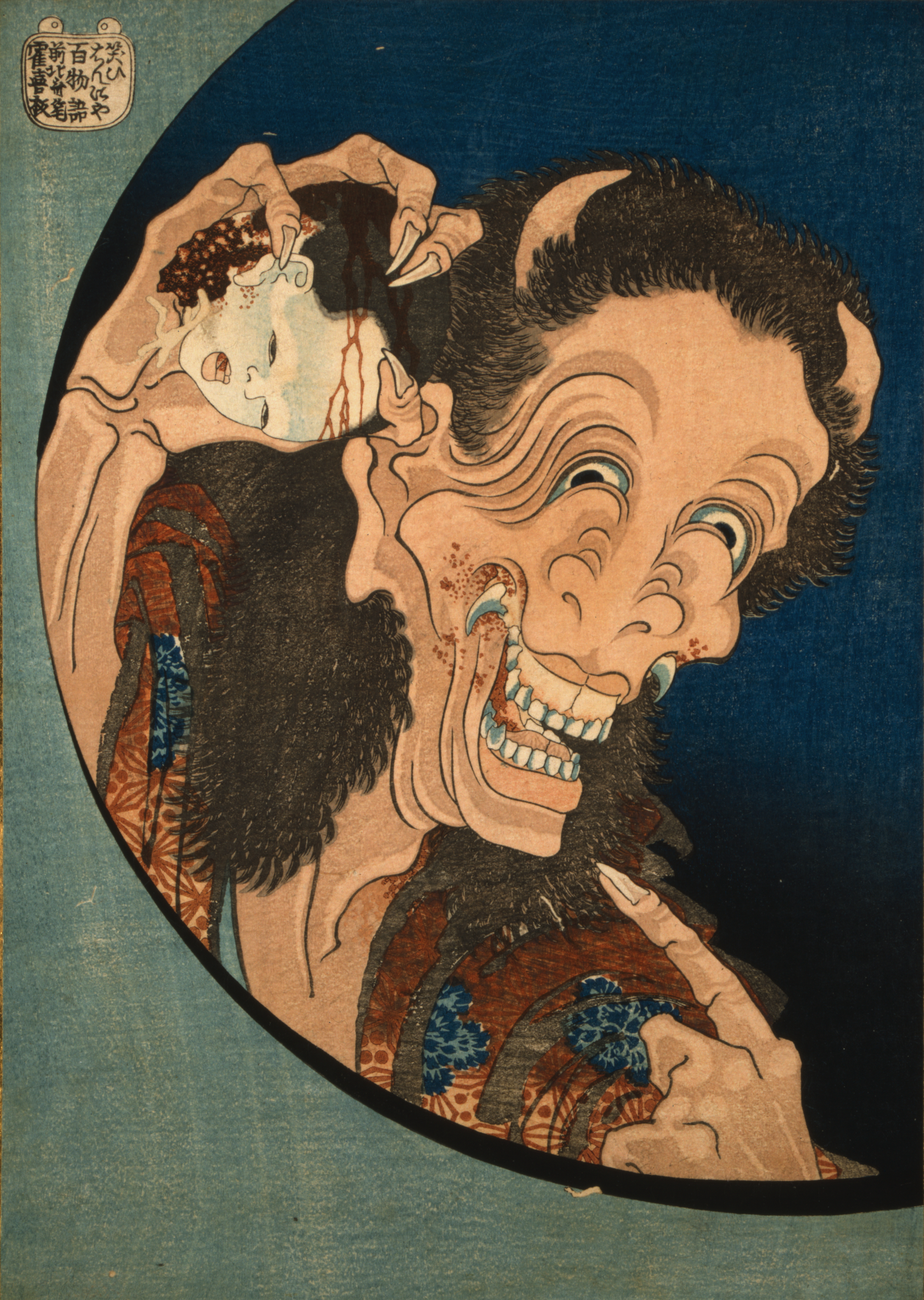
笑ひはんにや
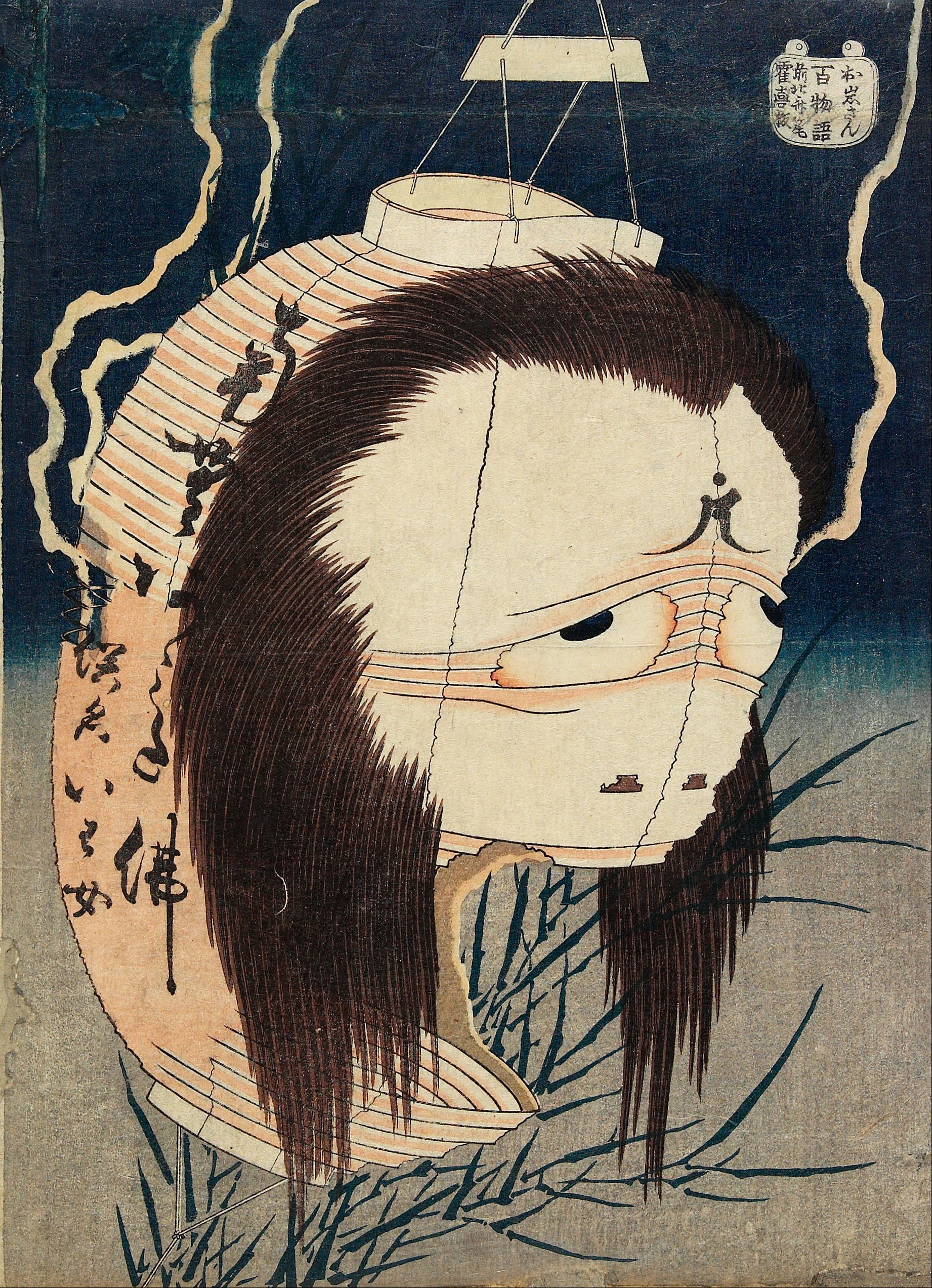
お岩さん
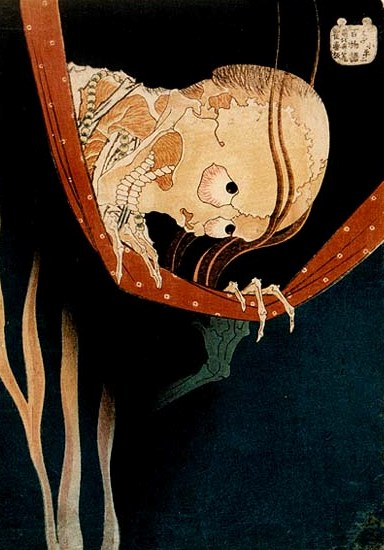
こはだ小平二
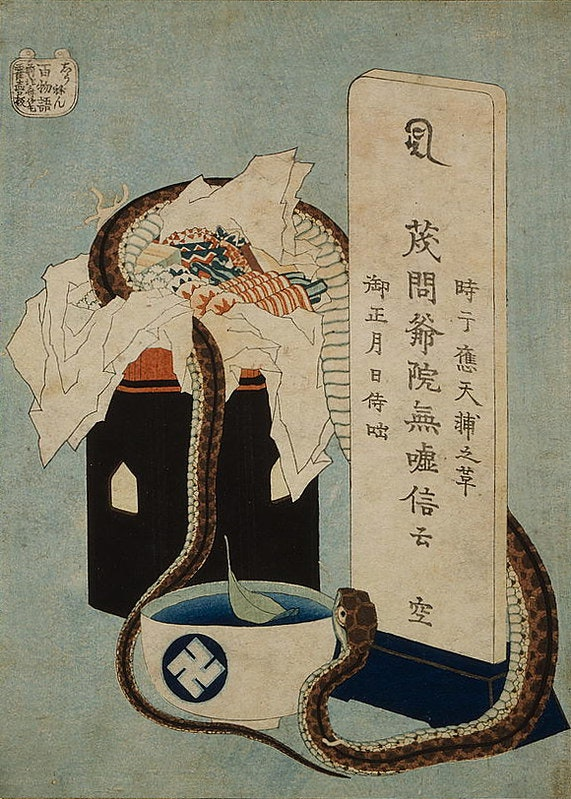
しうねん

## 背景

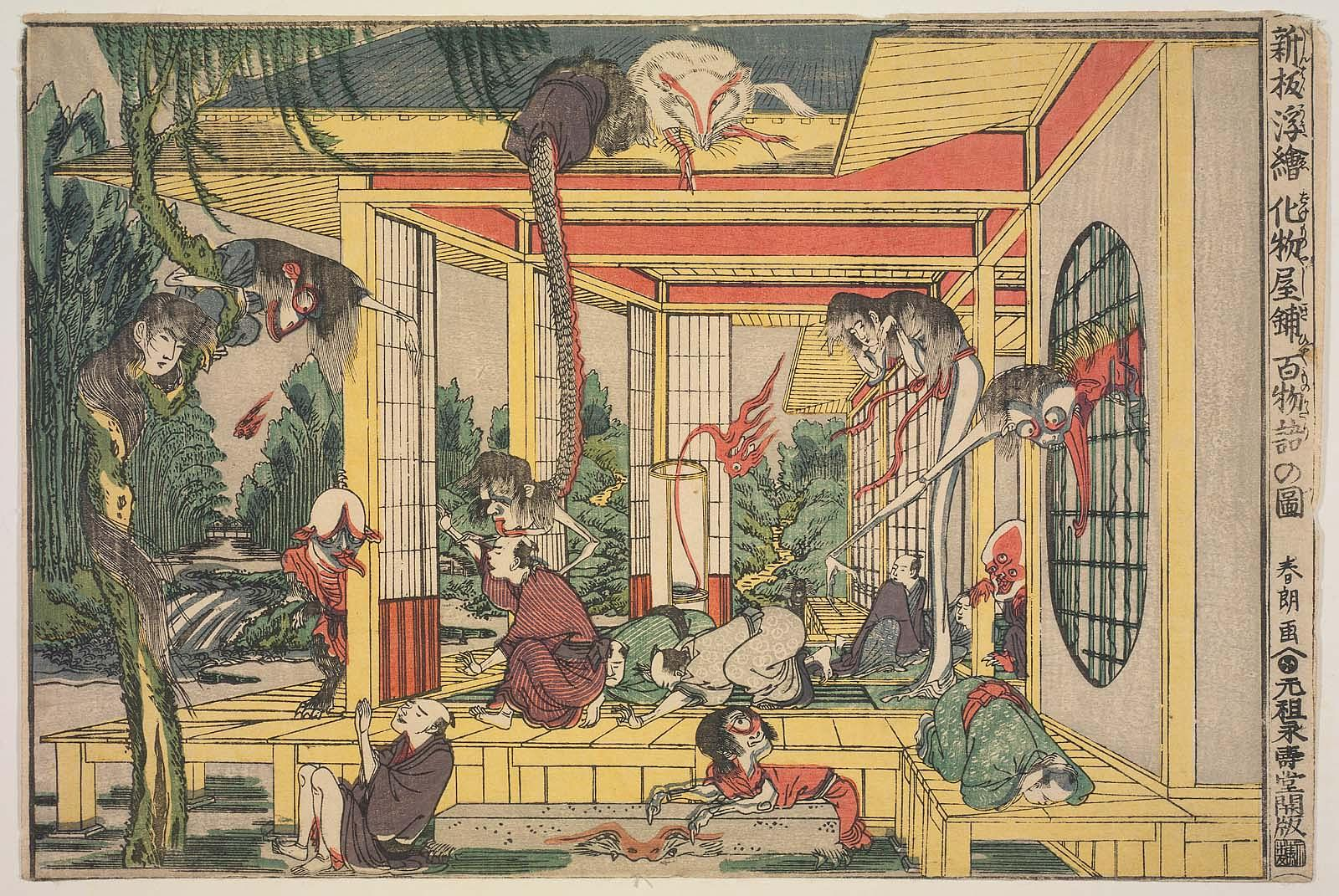
『化物屋敷百物語の図』（ボストン美術館所蔵）

広義に「妖怪」とは人知を超えた捉えどころのない現象や物体を意味するが、日本においては古くからこうした事象を「もののけ」「鬼」などと表現し、異常気象などと結びつけることで人々に恐怖感を与え、災厄をもたらす霊的存在や怪異現象を狭義に「妖怪」「化物」「お化け」などと呼称するようになった。文化人類学者の小松和彦は「妖怪」を「自分たちの生活世界の向こう側である「異界」に住む＜祀られぬ霊的存在＞」と定義している。説話や口承民話の中で、言葉や文章として表現されてきた化物は芸術分野の進展に伴い視覚化され、化物たちは「目に見える」ものへと進化していった。こうした妖怪絵の起源としては『土蜘蛛草紙』『付喪神草紙』『百鬼夜行絵巻』『北野天神縁起』などの中世の作品が挙げられる。掛軸としては丸山応挙が安永年間に描いた『返魂香之図』などが嚆矢とされる。
浮世絵分野においての妖怪絵は延宝8年（1680年）ごろに菱川師宣が武者絵の中で描いた酒呑童子や羅生門の鬼などを嚆矢とすると考えられている。18世紀後半にはこうした妖怪絵を主として製作する鳥山石燕が登場し、安永5年（1776年）に『画図百鬼夜行』を刊行したことで様々な化物のキャラクター化が行われるようになった。化物の具象化は、共通のイメージを人々に植え付ける一方で畏敬の念を薄れさせていったが、19世紀に入ると鶴屋南北らによって幽霊やグロテスクな描写などによる新たな概念が創生され、月岡芳年や落合芳幾らによって浮世絵として表現されていくことになる。
一方、「怪談」は身近に起きる不可思議な現象を伝説や伝承の体で語り聞かせるものであり、古くは平安時代の『日本霊異記』や『今昔物語集』などが該当する。鎌倉時代に入ると武家の肝試しのひとつとして取り入れられるようになり、近世には百物語の流行とともに『百物語』『古今百物語評判』『諸国新百物語』『好色百物語』『御伽百物語』『太平百物語』『万世百物語』『新撰百物語』『新説百物語』『近代百物語』など多数の怪談集が流行した。
こうした中、北斎は勝川春朗を名乗っていた30台前半ごろに『化物屋敷百物語の図』という百物語をテーマとした浮絵の制作を手掛けている。また、寛政10年（1798年）ごろには山東京伝の黄表紙『化物和本草』の挿絵を手掛けている。文化年間に入ると読本を手掛ける中で妖怪絵や怪奇表現に傾注していき、小枝繁の『復讐奇話　絵本東嫩錦』や曲亭馬琴の『新編水滸画伝』『そののゆき』、柳亭種彦の『近世怪談　霜夜星』、楽々庵桃英の『於陸幸助 恋夢艋』などの挿絵で薄墨を効果的に使用した化物絵を発表している。北斎の描く妖怪絵は人気を博していたようで、歌舞伎役者の三代目尾上梅幸が「北斎を招き、幽霊を画かしめ、其の図果たして真に逼らば、これにならひ扮装をなし、いよいよその技を巧にせん」と北斎を招いたものの応じられず、自ら北斎宅へ出向いたという逸話が飯島虚心の『葛飾北斎伝』で紹介されている。さらに文化11年（1814年）から刊行を始めた『北斎漫画』でも多数の妖怪、幽霊、化物の図を描いた。
江戸における怪談会の流行と北斎の妖怪絵の腕前を紐付けることを思いついた版元の鶴屋喜右衛門は、百物語をテーマとした錦絵の揃物の制作を北斎に依頼し、本作の刊行へと繋がった。

## 作品

### さらやしき

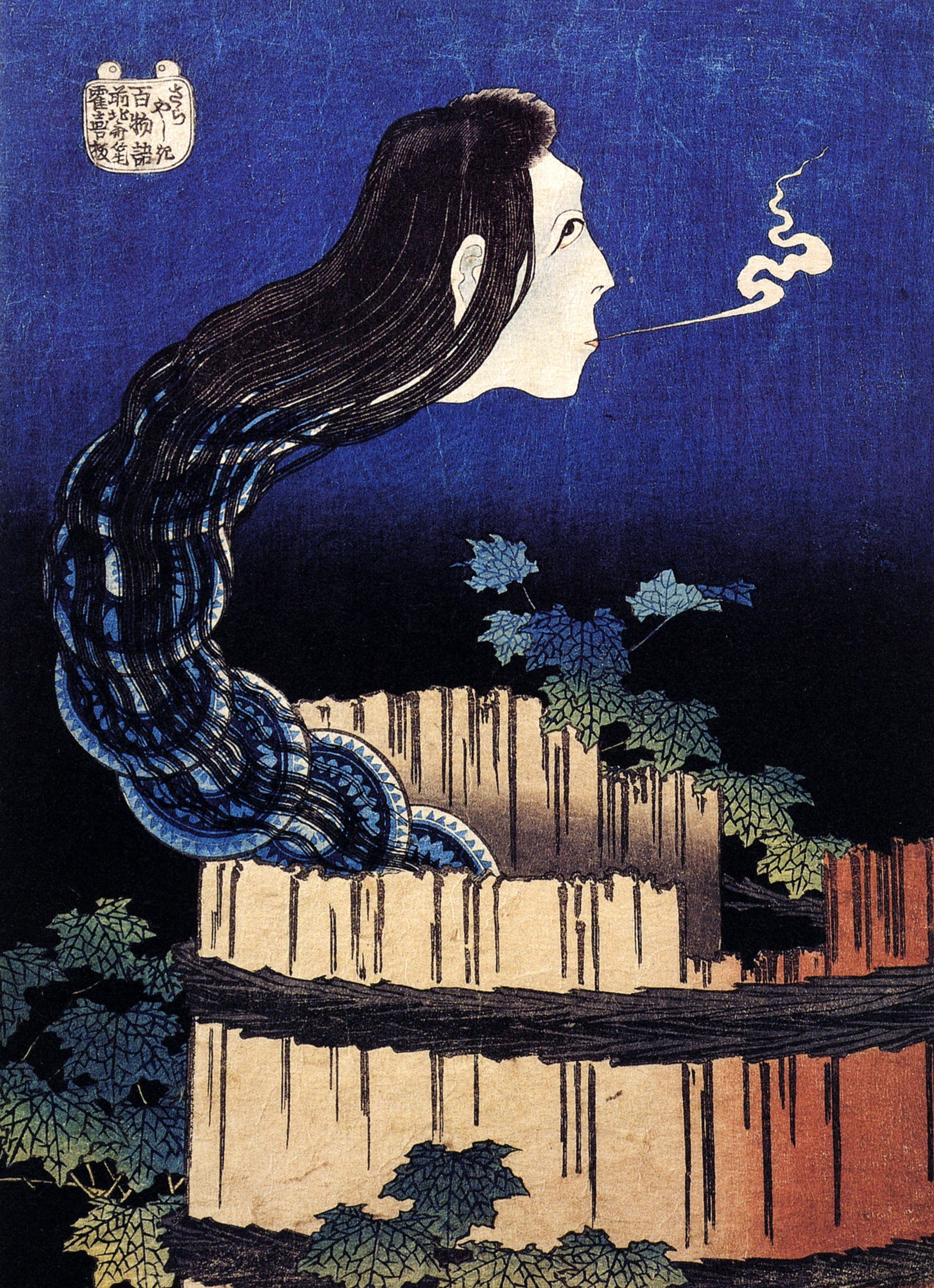
さらやしき

「皿屋敷」は日本各地にあるよく知られた怪談で、本作は為永太郎兵衛、浅田一鳥の浄瑠璃『播州皿屋敷』を題材とした作品と解説しているものや、江戸を舞台とする『番町皿屋敷』を題材としていると解説しているものなどがある。いずれにしても召使のお菊が、十枚セットの皿の一枚を割ってしまった咎を責められ、折檻の上殺されてしまい、井戸に投げ捨てられたことから、夜な夜な井戸で皿を数えるというストーリーとなっている。
本作品では井戸の中から現れる皿を何枚も繋げた首の幽霊を描いており、お菊に独創的な解釈を与えている。髪の毛に絡まった7枚の皿が蛇体のようにうねる姿はろくろ首のようにも見え、口から吐く気炎も煙草を吹かして一服しているかのような錯覚を覚える。連なる皿によって蛇の鱗も連想させるような作りになっている。その所作や横顔はどことなくユーモラスさを感じさせる作品となっている。

### 笑ひはんにや

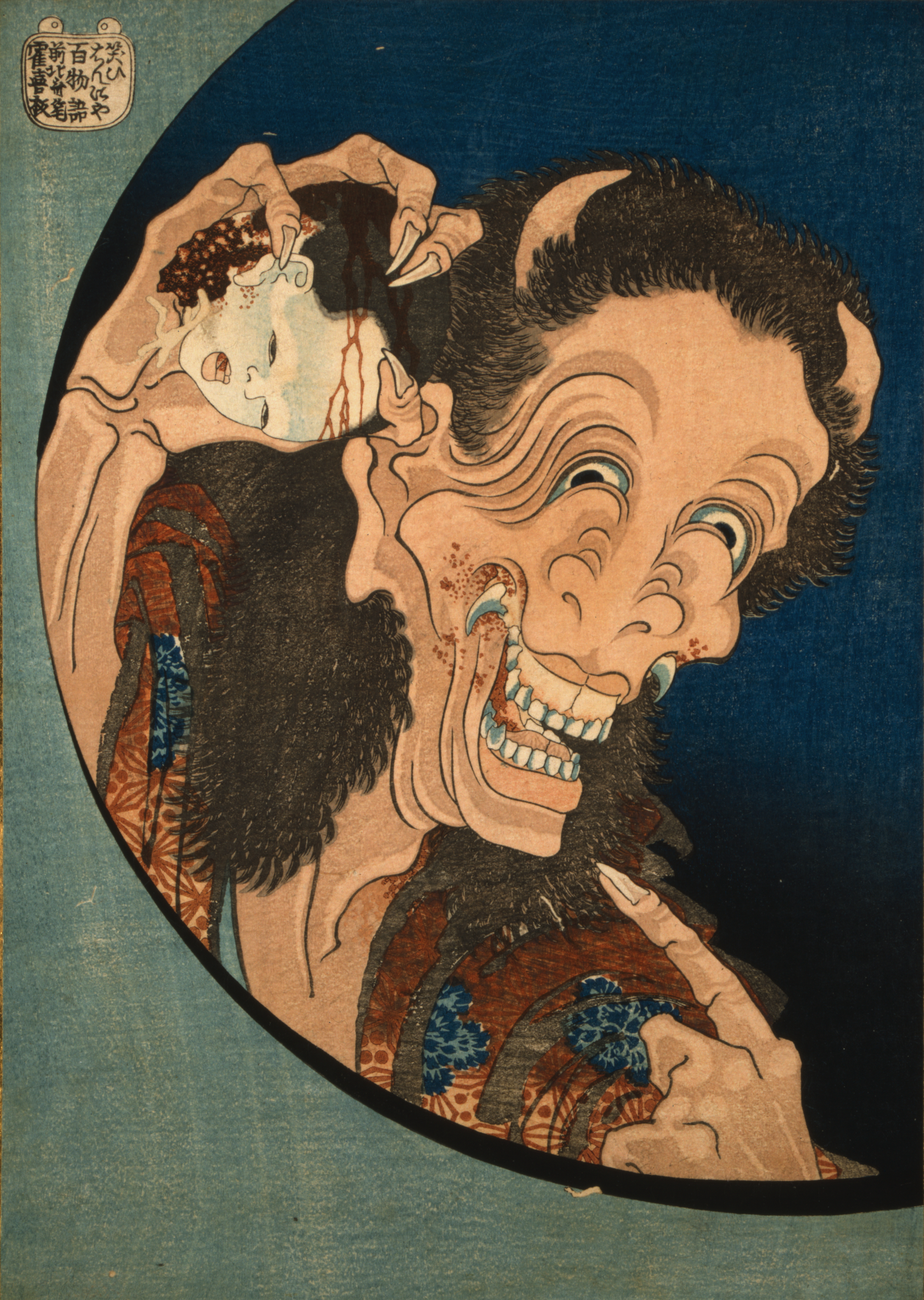
笑ひはんにや

「般若」とはサンスクリット語で真実の智恵を意味するプラジナ（サンスクリット語: प्रज्ञा, prajñā）を由来とする言葉であり、仏教の般若心経を略したものでもある。『源氏物語』を基底にした能『葵上』において、六条御息所の生霊が「般若心経」の読誦を恐れる場面があり、これが転じて嫉妬のあまり口が耳まで裂けて笑っているようにも見える鬼女の仮面を般若面と呼称するようになった。
北斎の描いた「笑ひはんにや」は赤子の生首を手に持って、口だけでなく目元も目尻を下げた笑顔を作っており、狂気の笑いを強く表現している。般若は角を生やした老婆のようにも見え、割けたザクロを持つその姿は鬼子母神のようにも見える。長野県に伝わる伝承「笑般若」をテーマに描いたものとする説もあるが、詳細については判っていない。

### お岩さん

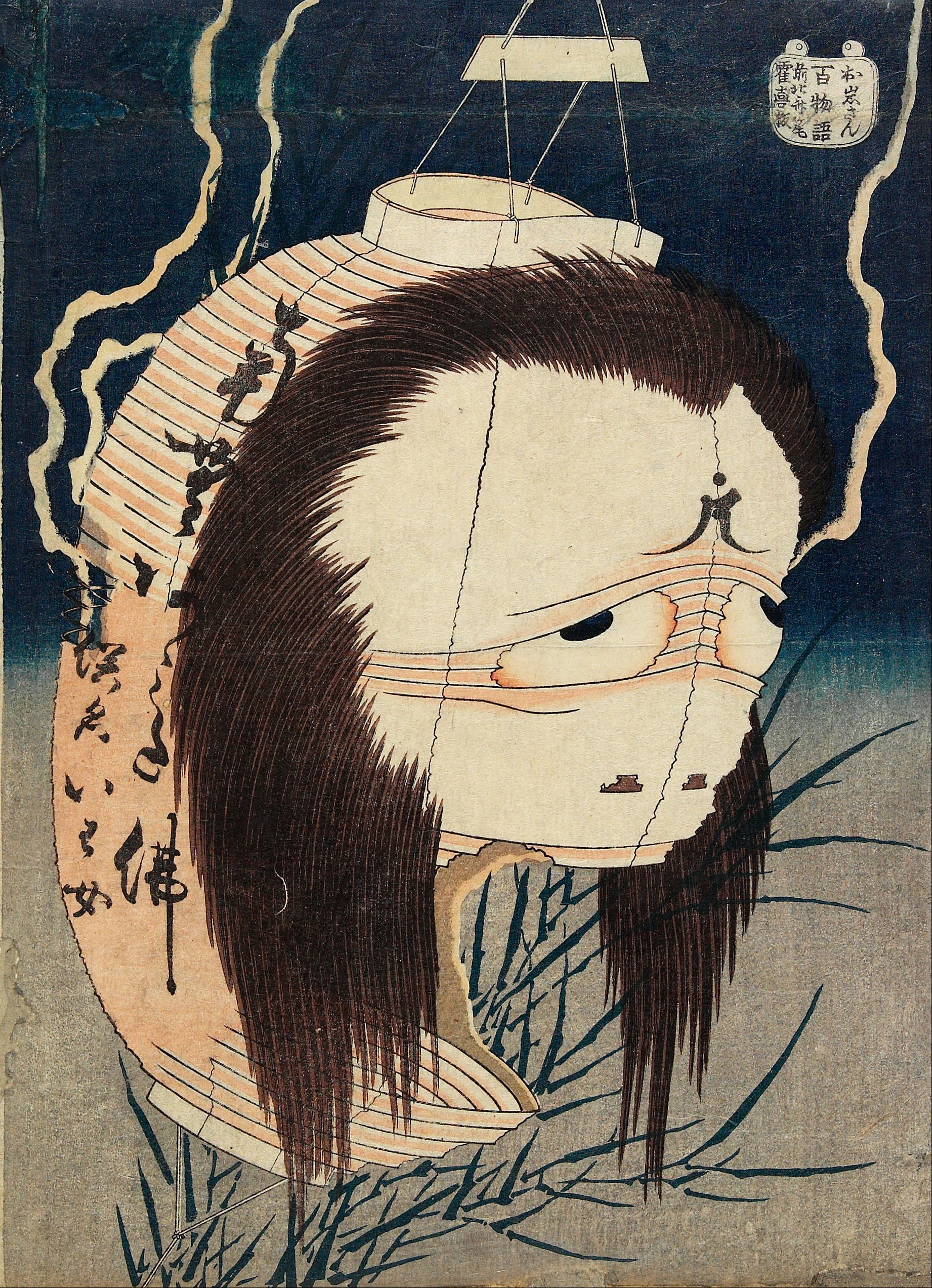
お岩さん

お岩さんとは、狂言作家鶴屋南北が三代目尾上菊五郎のために書き下ろした『東海道四谷怪談』に登場する女主人公で、浪人の民谷伊右衛門と夫婦となるも毒を盛られて憤死した後、亡霊となって様々な怪異を引き起こすキャラクターである。
ストーリーの中にお岩さんの霊が提灯に乗り移る「蛇山庵室」（提灯抜け）という場面があり、本作はその部分をテーマに制作されたものと見られる。腫れ上がったお岩さんの顔が破れた提灯と一体化し、恐怖を煽るものの、上目遣いのその表情には哀愁すら漂わせる独特の雰囲気を醸している。提灯の側面には「南無阿みた仏　俗名いわ女」と記されており、お岩さんの霊が提灯に乗り移ったことを示している。
墨田区文化振興財団学芸員の奥田敦子は本作品について、『東海道四谷怪談』の提灯抜けの場面と、『北斎漫画』などに描かれる墓場の破れ提灯をお化けと勘違いして驚く場面、累物などに見られる提灯に顔が浮かび上がる仕掛けなどを融合して造り上げた造形と推察している。

### こはだ小平二

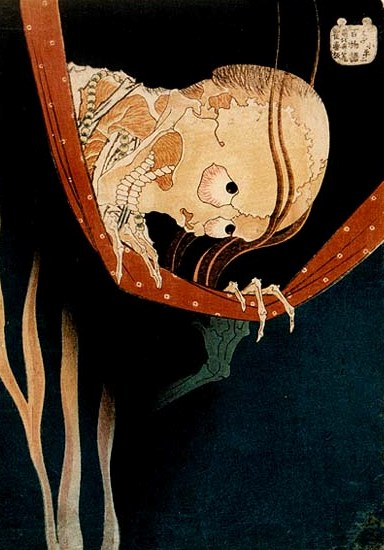
こはだ小平二

こはだ小平二とは山東京伝の伝奇小説『復讐奇談安積沼』に登場する死霊、小幡小平次を指す。享和3年（1803年）に上梓されたこの小説の中では、小平次は技芸が未熟だが幽霊役だけは妙に巧い初代尾上松助門下の歌舞伎役者として描かれており、奥州への旅公演の途中で、後妻のお塚と密通していた鼓打ちの安達左九郎に謀られて安積沼で水死してしまう。江戸に戻ると何故か死んだはずの小平次が亡霊として帰宅し、様々な怪奇現象が起きるが、幽霊役の演技は相変わらず巧く、誰も死んだことに気付かなかったというストーリーになっている。一方、山崎美成の『海録』では小平次は伊豆の旅公演で失敗して自死した役者として描かれている。いずれにしても江戸時代に起こった怪談話を基にした作品ということになる。
本作品では腐乱し白骨化した小平次が成仏できず、蚊帳の中を覗き見る場面が描かれている。完全に白骨化してはおらず、頭部には皮膚や毛髪が残されており、死んで間もなく幽霊に化けた様子がうかがえる。北斎はこの頃千住に住む接骨医の名倉直賢のもとへ弟子入りして患者たちを写生したと言われており、人体の骨格や筋肉の造りについての知識を実体験から体得している。また、舶来の医学書や杉田玄白の『解体新書』などの影響も指摘されている。
骨の医学的特徴を見てみると、額の中心から脳天にかけて加齢とともに消失するはずの前頭縫合が描かれていたり、口中の歯の数が過剰である点や、女性的な特徴である眉間部のグラベラや乳様突起などが見られるなど、厳密な整合性が無いことが指摘されている。しかし、こうした特徴が幽霊の異常さを際立たせるための意図的な演出なのかについては判っていない。作家の原島広至は、幽霊っぽさを演出するためにあえて新生児の骨の特徴を使用したのではないかと指摘している。

### しうねん

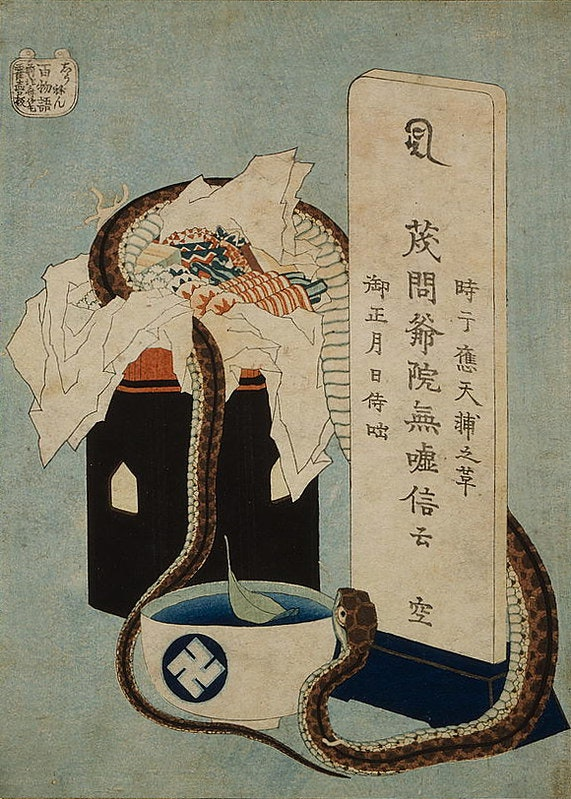
しうねん

江戸時代において蛇は執念深い生き物の象徴とされており、嫉妬に狂い、復讐に執着する人間が成仏できずに迷い留まってしまったものとされる。
本作品はそんな「亡者の執念」をテーマとして描いたものとされ、明るい色調の静物画のような構成の中、位牌や供物を取り囲むようにヤマカガシが睥睨している。位牌には「茂問爺院」と記されており、『今昔画図続百鬼』に登場する妖怪、百々爺を捩っているものと考えられる。その上部には梵字に見せた女性の横顔が描かれている。水入れに刻まれた「卍」は北斎の画号であり、北斎自身の位牌とも読み取れる。また、「卍」を日蓮宗の印と解説する資料もある。

## 影響と評価
| 左春梅斎北英画『二代目嵐璃寛見立「百物語」』右落合芳幾画『百もの語 小幡小平治 十』  |  | 左春梅斎北英画『二代目嵐璃寛見立「百物語」』右落合芳幾画『百もの語 小幡小平治 十』 |
| 左春梅斎北英画『二代目嵐璃寛見立「百物語」』 右落合芳幾画『百もの語 小幡小平治 十』 |  |                                                                                    |

北斎の「百物語」からインスパイアされて制作された作品もいくつか遺存しており、大阪の浮世絵師春梅斎北英は、北斎の「百物語　お岩さん」をオマージュし、天保3年（1832年）に『二代目嵐璃寛　見立　「百物語」』という作品を発表している。また、幕末の浮世絵師、落合芳幾は「百物語　こはだ小平二」から着想を得た『百もの語　小幡小平治　十』を制作している。
本作品は美術作品としてはそれほど高い評価がなされていない。美術史家の安村敏信は『百物語』五図のなかでも「さらやしき」「こはだ小平次」が美術作品として出色の出来栄えであると評価しているが、読本挿絵の時代に見られた生々しい臨場感や熱っぽさが薄められていると指摘しており、「最終的に到達した乾いた恐怖の世界とみてはいかがなものであろうか」として、恐怖を煽る作品という観点において批判が下されている。飯島虚心の『葛飾北斎伝』を校注した鈴木重三は、「題材の奇と、無気味な異妖さから一部には騒がれるが、文化年代の挿絵にみせた凄絶な筆致の妖怪とくらべると放漫な感をまぬがれない」とし、従来の作品と比較した質の低さを指摘している。また、北斎研究者の尾崎周道は「お岩さん」や「こはだ小平次」といった個々の作品の筆致や配色に目を見張る点はあるものの、北斎の数多の作品の中に於いては特に佳作と呼べるほどのものではないとしている。